# Дассел (тауншип, Миннесота)
Дассел (англ. Dassel) — тауншип в округе Микер, Миннесота, США. На 2000 год его население составило 1361 человек.

## География
По данным Бюро переписи населения США площадь тауншипа составляет 88,8 км², из которых 78,2 км² занимает суша, а 10,5 км² — вода (11,88 %).

## Демография
По данным переписи населения 2000 года здесь находились 1361 человек, 464 домохозяйства и 382 семьи.  Плотность населения —  17,4 чел./км².  На территории тауншипа расположено 558 построек со средней плотностью 7,1 построек на один квадратный километр. Расовый состав населения: 97,87 % белых, 0,07 % коренных американцев, 1,32 % азиатов, 0,37 % — других рас США и 0,37 % приходится на две или более других рас. Испанцы или латиноамериканцы любой расы составляли 0,51 % от популяции тауншипа. 31,7 % населения составляли немцы, 21,1 % шведы, 18,2 % финны и 7,8 % норвежцы.
Из 464 домохозяйств в 39,4 % воспитывались дети до 18 лет, в 76,1 % проживали супружеские пары, в 1,7 % проживали незамужние женщины и в 17,5 % домохозяйств проживали несемейные люди. 14,4 % домохозяйств состояли из одного человека, при том 4,7 % из — одиноких пожилых людей старше 65 лет. Средний размер домохозяйства — 2,93, а семьи — 3,25 человека.
31,7 % населения — младше 18 лет, 6,0 % — в возрасте от 18 до 24 лет, 26,6 % — от 25 до 44, 25,9 % — от 45 до 64, и 9,8 % — старше 65 лет. Средний возраст — 37 лет. На каждые 100 женщин приходилось 105,6 мужчин.  На каждые 100 женщин старше 18 приходилось 108,1 мужчин.
Средний годовой доход домохозяйства составлял 54 167 долларов, а средний годовой доход семьи —  57 434 доллара. Средний доход мужчин —  36 875  долларов, в то время как у женщин — 30 750. Доход на душу населения составил 19 845 долларов. За чертой бедности находились 2,5 % семей и 3,5 % всего населения тауншипа, из которых 1,0 % младше 18 и 13,4 % старше 65 лет.